# Per Adam Wallmark
Per (eller Peter) Adam Wallmark (født 31. december 1777 i Halland, død 19. marts 1858) var en svensk forfatter, far til Ernst Adam Wallmark.
Wallmark gjorde sig bemærket ved forskellige afhandlinger og ved digtet Sång öfver slaget vid Köpenhamns redd og vandt Akademiets pris for sine to digte Hunden (1804) og Sång till finska arméns ära (1809). Tillige vandt han stor berømmelse ved den patriotisk-sentimentale novelle Amalia eller de finska flygtingarne (1808), alt digtet i den udvandede akademiske smag. At litteraturen var kommen til et vendepunkt, influerede ikke på ham; han stod fast på det gamle og forblev til sin sidste time dettes ivrige, stridslystne forkæmper. Fra stridens begyndelse tog han 1809 kampen op i Journal för litteratur och theatern, og da det inddrogs 1813, fortsatte han i Allmänna journalen og fra 1824 til 1836 i Journalen. Han blev ikke træt, men bevarede sin antipati, selv efter at han 1834 var gået over til at redigere det svenske officielle organ, der 1844 fik navnet Post- och Inrikes Tidningar. Men hovedkampagnen førtes, efter at Hammarskiöld havde udsendt sit skrift Svenska Vitterheten, som Wallmark anmeldte stærkt ensidig. Wallmarks anmeldelse fremkaldte svar både på prosa og poesi. Gennem Wallmarks stridsskrifter spores stadig en bestræbelse for at reducere den nye tidsånd til tyskeri, katolicisme, tåge og svulst; han indlader sig så stærkt i denne polemik, at hans øvrige produktion lider derunder.